# Renfe série S-599
Renfe série 599 est une suite d'automoteurs de la Renfe en Espagne.

## Histoire

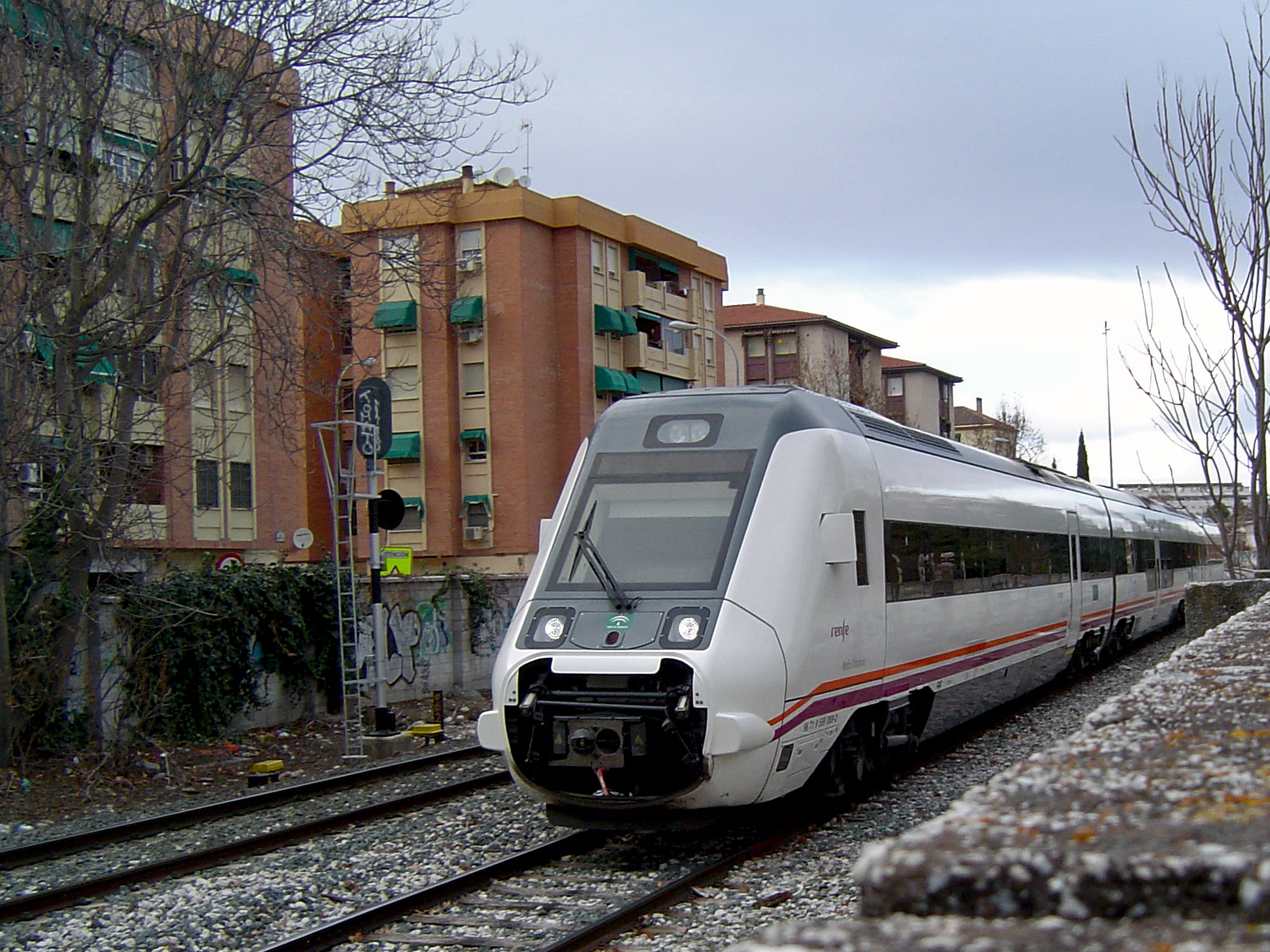
Capot avant ouvert sur l'attelage.

A l'achèvement de réception de la série 598, la Renfe décide de commander le même type de matériel avec des améliorations mineures.
Il s'agit de rames de trois caisses, deux motrices avec cabine de conduite encadrant une remorque. Cette dernière comporte un plancher bas pour l'accueil des personnes à mobilité réduite. Elles sont couplables en 2 ou 3 unités grâce à l'Attelage Scharfenberg et disposent pour les manœuvres de rétroviseurs rétractables.

## Service
Cette série est destinée au trafic régional. Elle porte une livrée blanche avec deux fines raies violette et orange sous les baies. 